# Глядки (Хмельницький район)
Гля́дки — село в Україні, у Наркевицька селищна громада|Наркевицькій селищній територіальній громаді Хмельницького району Хмельницької області. Населення становить 387 осіб.

## Історія
Колишній орган місцевого самоврядування — Чернявська сільська рада.

## Географія
Селом протікає річка Південний Буг.

## Голодомор в Глядках
За даними різних джерел в селі в 1932—1933 роках загинуло близько 100 чоловік. На сьогодні встановлено імена 9. Мартиролог укладений на підставі та поіменних списків жертв Голодомору 1932—1933 років, складених Чернявською сільською радою. Поіменні списки зберігаються в Державному архіві Хмельницької області.
- Бородій Захар, вік невідомий, 1932 р.,
- Гуменюк Ганна, вік невідомий, 1933 р.,
- Канюк Марія Семенівна, 8 р., 1933 р.,
- Пистолюк Віктор, вік невідомий, 1933 р.,
- Порега Григорій, вік невідомий, 1933 р.,
- Серенда Юхим, вік невідомий, 1932 р.,
- Хоха Іван, вік невідомий, 1933 р.,
- Шиптицька, вік не відомий, 1933 р.,
- Юзьків Горпина Іванівна, вік невідомий, 1933 р.,

## Найвідоміші уродженці
- Климчук Олександр Олександрович (1942-2015) — український письменник, журналіст.

## Галерея

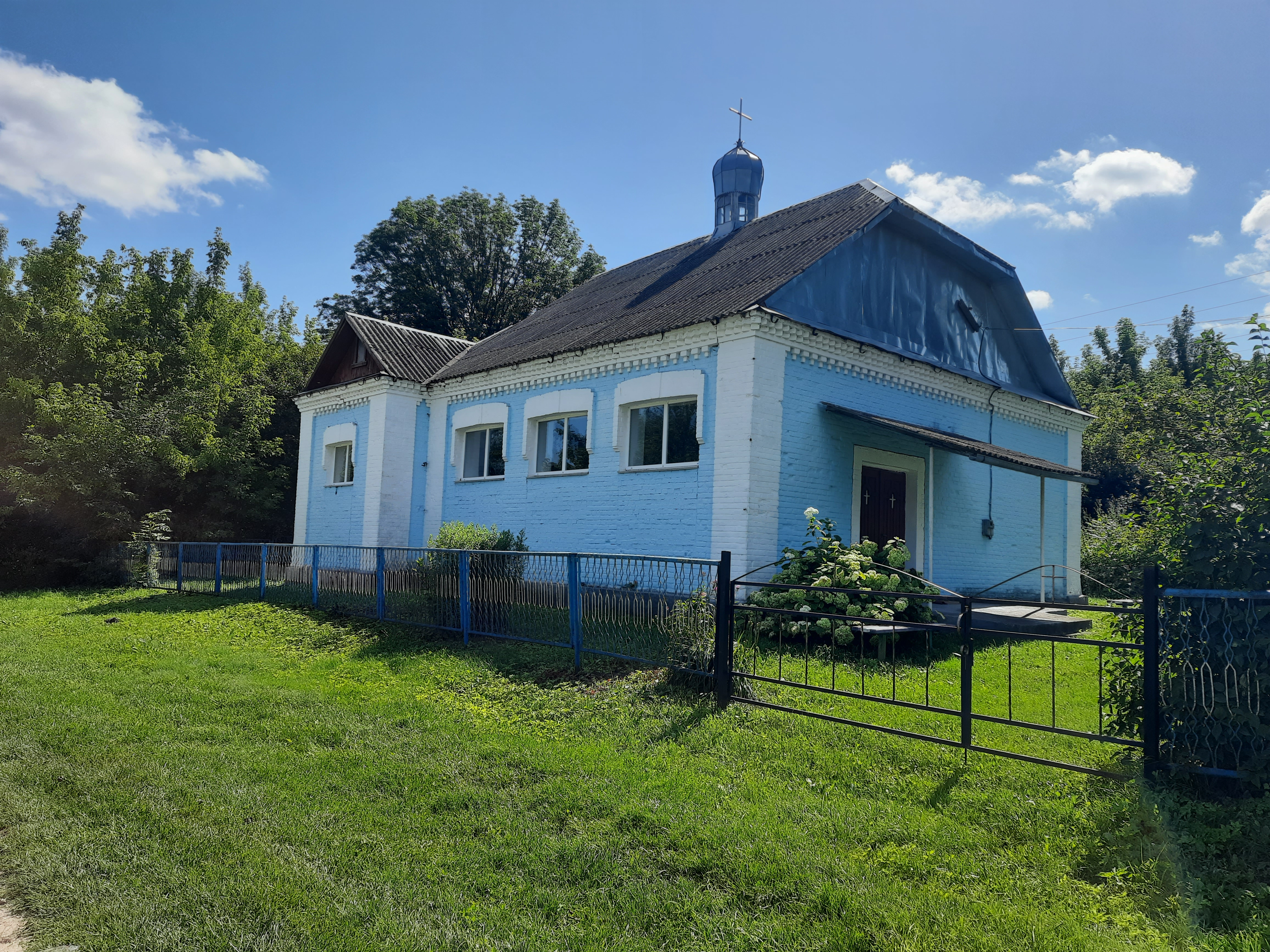
Сільська церква
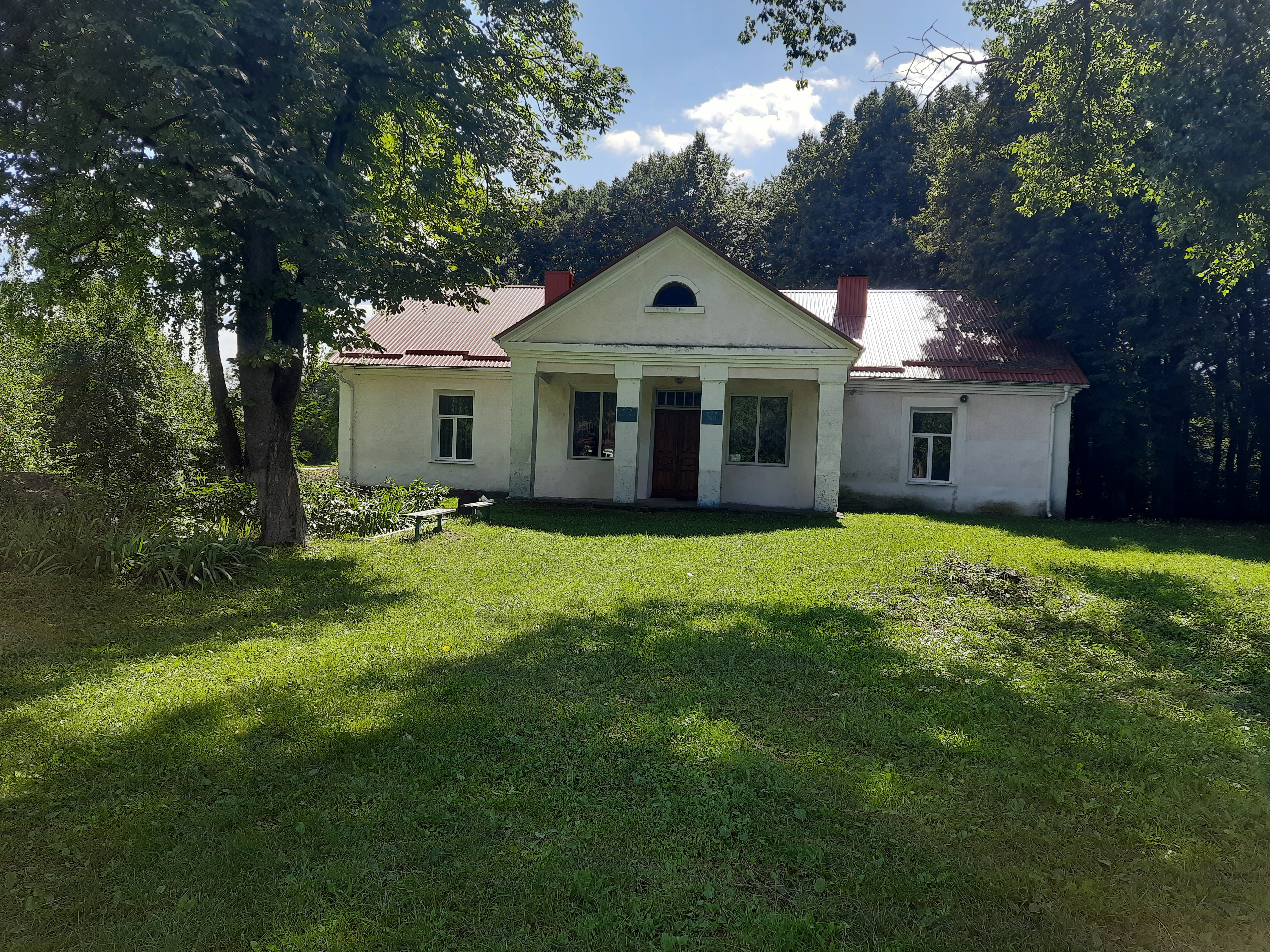
Клуб
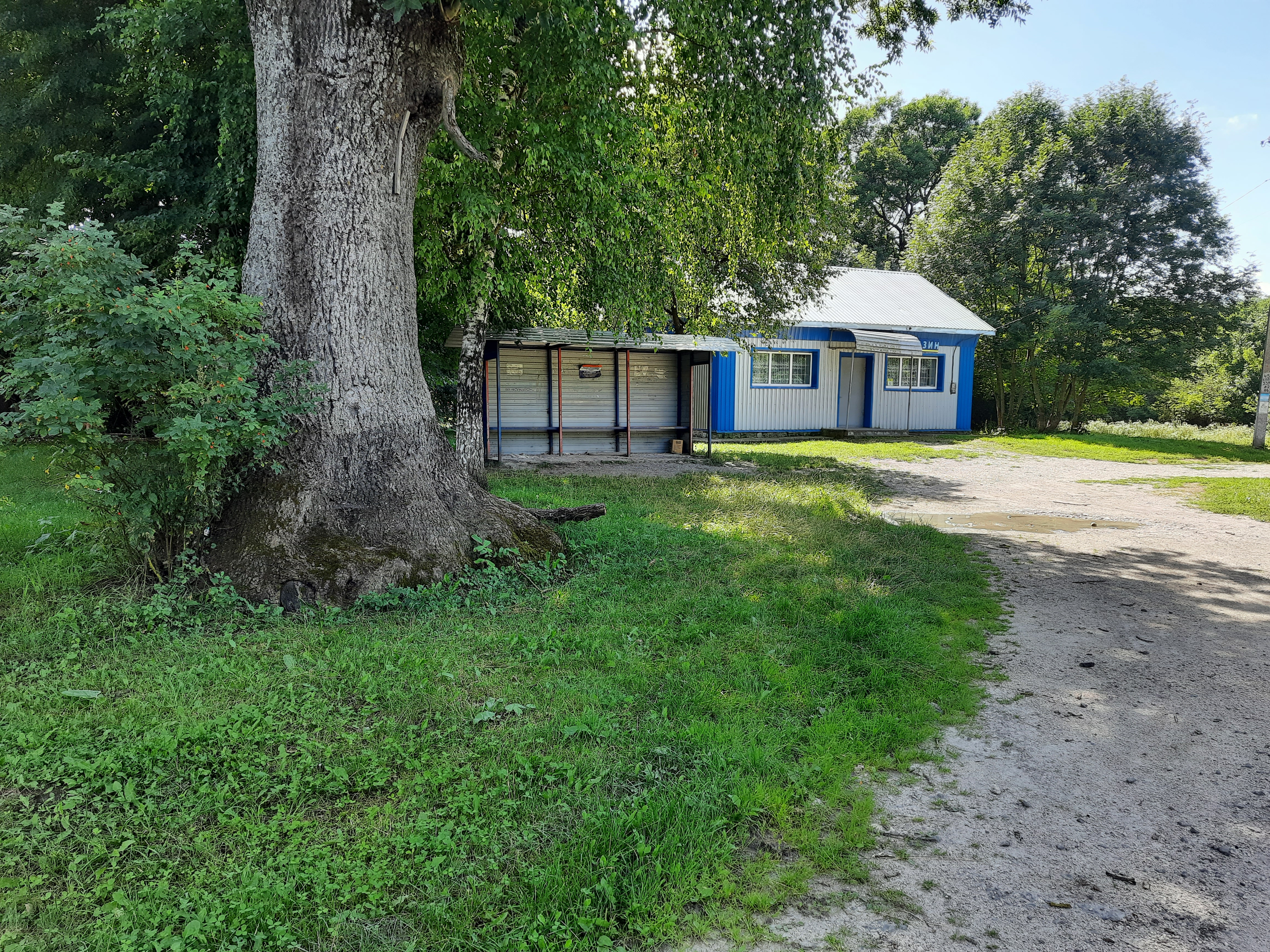
Автобусна зупинка, крамниця
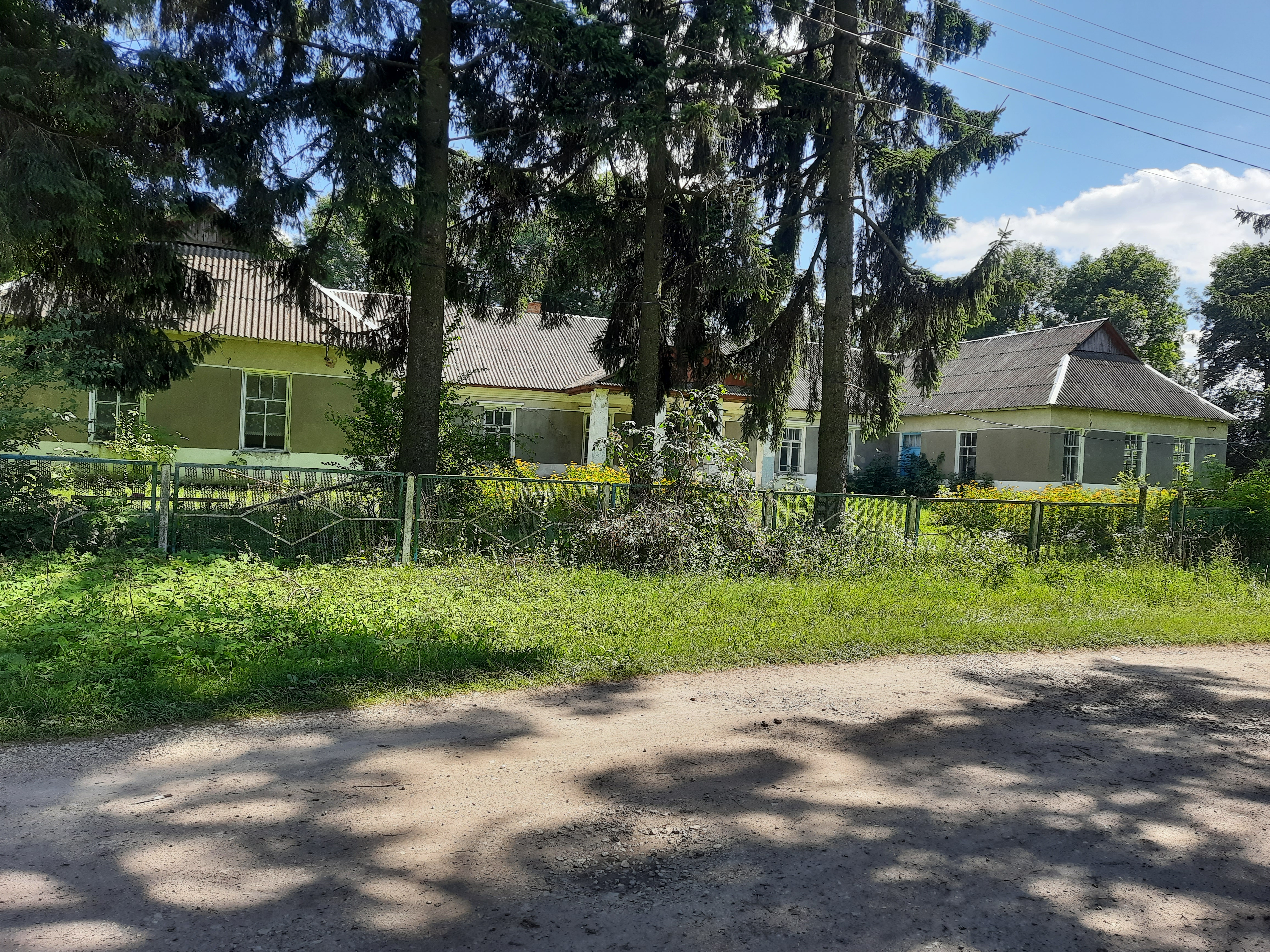
Школа
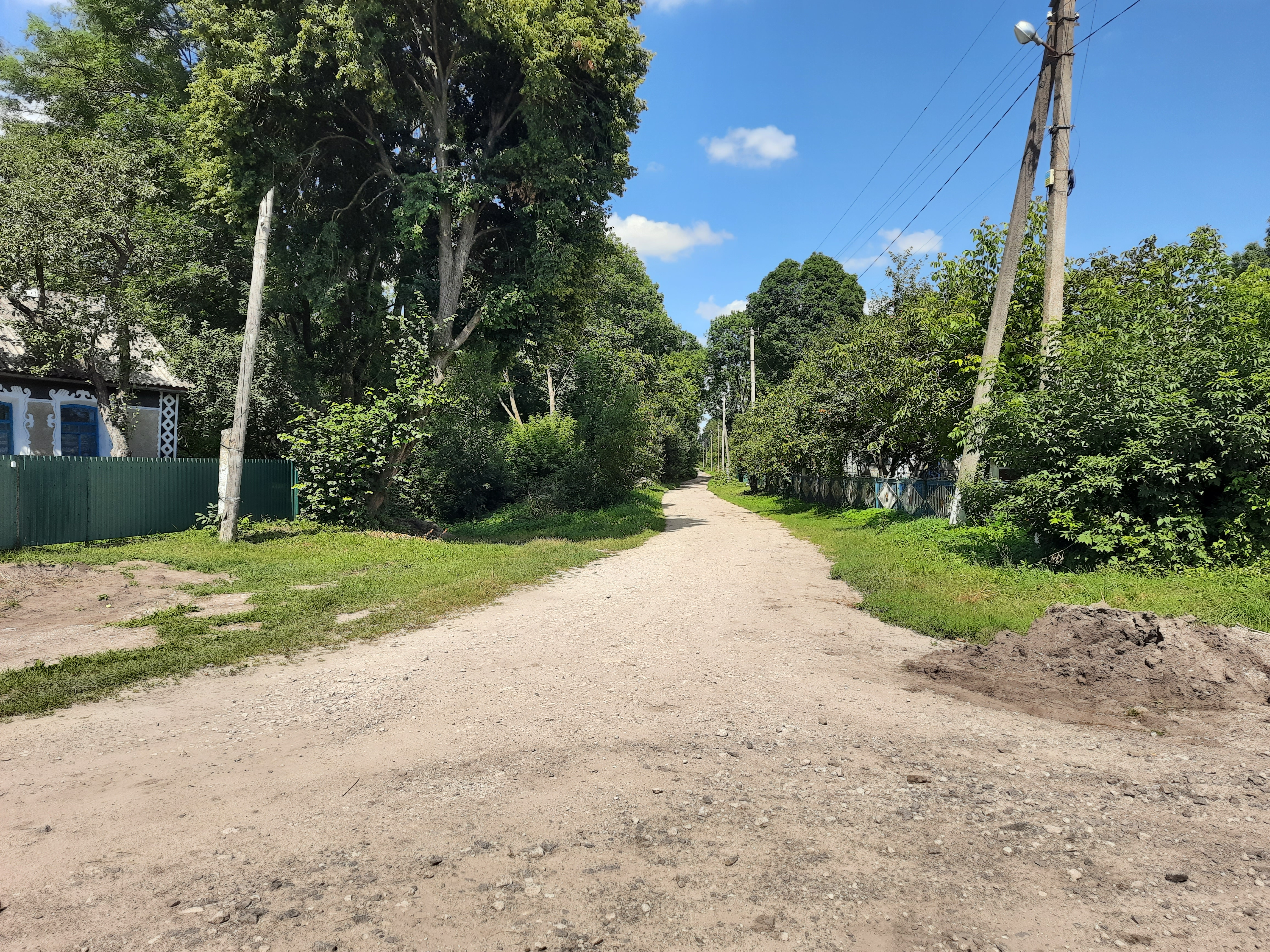
Сільська вулиця